# Jöns Knutsson (Kurck)
Jöns Knutsson Kurck, död 1577 eller 1578, var en svensk ämbetsman. Han var son till lagmannen i Satakunta och Österbottens lagsaga Knut Eriksson och dennes hustru Elin Kurck, som var syster till biskopen i Åbo Arvid Kurck. Han var far till Axel Jönsson (Kurck) och farfar till Jöns Kurck.

## Biografi
Jöns ärvde 1525 alla de gods som hade tillhört morbrodern och erhöll 1529 sin faders förläning Närpes socken. År 1535 blev han lagman i Satakunta och Österbottens lagsaga efter sin far. År 1539 blev han utnämnd till riksråd, och 1542 slottsloven över slottet Tre Kronor i Stockholm, och stad. Jöns Knutsson var 1544 med och beseglade Västerås arvförening och deltog även i riksdagsbeslutet i Stockholm 30 juni 1560. Han deltog 1563 i Erik XIV:s parti i striderna mot Johan III, och fick Salo fjärding i Sääksmäki socken som belöning för detta, men förlorade 1564 genom kungligt brev alla sina förläningar i Finland. Han återfick dem dock 1565. Han gifte sig 1531 med Elin Nilsdotter Grabbe och efter hennes död gifte han 1536 om sig med Ingeborg Tönnesdotter Tott.

### Familj
Kurck gifte sig första gången 5 juni 1531 på Laukko med Elin Nilsdotter, dotter till hövitsmannen Nils Månsson Grabbe på Viborgs slott och Elin Claesdotter. De fick tillsammans sonen Claes Kurck (1532–1559).
Han gifte sig andra gången 18 september 1536 på Laukko med Ingeborg Tott, dotter till Tönne Eriksson Tott och Carin Eriksdotter Bielke). De fick tillsammans barnen Ingeborg Kurck (levde 1622), Axel Kurck, ryttmästaren Knut Jönsson (Kurck) (död 1598) vid hovfanan, Elin Jönsdotter (död 1610) som var gift med fältöversten Ivar Månsson (Stiernkors) och ryttmästaren Bertil Ivarsson (Tott) och Erik Jönsson (levde 1582).